# Exochus daisetsuzanus
Exochus daisetsuzanus là một loài tò vò trong họ Ichneumonidae.